# ギャングスターズ 明日へのタッチダウン
『ギャングスターズ 明日へのタッチダウン』（原題: Gridiron Gang）は、2006年のアメリカ映画。実際の出来事を元に製作された伝記・スポーツ映画である。日本では劇場公開されずビデオスルーになった。

## ストーリー
アメリカ合衆国のとある少年院。ここに収監されている少年ギャングたちは、出所後もその大半が再び犯罪に手を染めるか、抗争によって命を落とすかといった悲惨な更生状況であった。
保護観察官のショーン・ポーターはそんな現状を打開すべく、更生プログラムとして少年院内でアメリカンフットボールチームを結成する。当初チーム内は対立ばかりであったが、練習を通じて次第に結束力を高めることに成功する。
しかし、出場した高校リーグで大惨敗を喫してしまったメンバーは、フットボールへの熱意を失いかけるも、ショーンの呼びかけによって再び闘志を燃やすのであった。

## キャスト
| 役名                     | 俳優                      | 日本語吹替 |
| ------------------------ | ------------------------- | ---------- |
| ショーン・ポーター       | ドウェイン・ジョンソン    | 小山力也   |
| マルコム・ムーア         | イグジビット              | 西凜太朗   |
| ポール・ハイガ           | レオン・リッピー          | 小山武宏   |
| テッド・デクスター       | ケヴィン・ダン            | 浦山迅     |
| ボビー・ポーター         | L・スコット・コードウェル |            |
| ウィリー・ウェザース     | ジェイド・ヨーカー        |            |
| バグ・ウェンダル         | ブランドン・スミス        |            |
| ダニエール・ロリンズ     | ジャーニー・スモレット    |            |
| ロジャー・ウェザース     | マイケル・J・ペイガン     |            |
| ケルヴィン・オーウェンズ | デヴィッド・V・トーマス   |            |
| ジュニア                 | セツ・ターセ              |            |
| レオン・ヘイズ           | モー                      |            |